# Erich Aschenheim
Erich Aschenheim (* 4. Februar 1882 in Berlin; † 3. Mai 1941 in Krailling) war ein deutscher Medizinalrat, Hochschullehrer und Opfer des Nationalsozialismus.

## Leben
Erich Aschenheim wurde in Berlin geboren. Sein Vater Leopold war von 1892 bis 1906 Direktor der Berliner Elektricitäts-Werke. Er selbst studierte Medizin. Die ersten sieben Semester an Universität München, dann zwei an der Friedrich-Wilhelms-Universität Berlin und zwei weitere wiederum in München. Seine Approbation erhielt er am 8. Februar 1907. Einen Monat später promovierte er mit der Dissertation Ein Fall von multiplem Aortenaneurysma auf luischer und atheromatöser Grundlage. Seine Weiterbildung zum Kinderarzt begann er im Dr. von Haunerschen Kinderspital, wo er nach einem Jahr Tätigkeit Abteilungsassistent für die Kleinkindersäle wurde. Während seiner Zeit im Spital publizierte er vier wissenschaftliche Arbeiten, davon eine gemeinsam mit Erich Benjamin, zum Themenkomplex Hämatologie. Im Oktober 1909 wechselte er an das Universitätsklinikum Heidelberg, wo er drei Jahre lang als Assistent an der Poliklinik und leitender Arzt der Säuglingsabteilung arbeitete. Für einige Zeit war er danach stellvertretender Leiter am Städtischen Säuglingsheim Dresden. Kurz vor dem Ersten Weltkrieg wechselte er als Oberarzt an das Kinderklinikum der Universitätsklinik Düsseldorf unter der Leitung von Arthur Schloßmann, wo er bis 1921 blieb.
Im Ersten Weltkrieg wurde er als Militärarzt zu einer bayrischen Sanitätskompanie eingezogen. 1919 halbilitierte er mit der Habilitationsschrift Übererregbarkeit im Kindesalter mit besonderer Berücksichtigung der kindlichen Tetanie (pathologischen Spasmophilie) und hielt danach zur Unterstützung von Schloßmann Vorlesungen zu Hautkrankheiten und zu seelisch-nervösen Krankheiten bei Säuglingen. Am 1. Oktober 1921 wurde er Stadtmedizinalrat von Remscheid. Er war dort gemeinsam mit der jüdischen Schulzahnärztin Minna Cohn, die seine Stellvertreterin war, für die gesamte Gesundheitsfürsorge verantwortlich. Aufgrund seiner Ausbildung kümmerte er sich dabei besonders um die Gesundheit der Kinder und initiierte die Gründung einer Säuglingsklinik, eines Kleinkinder- und eines Rachitikerheims. Daneben war er Dozent an der Westdeutschen Sozialhygienischen Akademie als Spezialist für Kinderheilkunde und Organisation des Fürsorgewesens.
Aschenheim war jüdischer Abstammung. Als solcher war er nach der „Machtergreifung“ durch die NSDAP sofort Repressalien ausgesetzt. Schon im März 1933, bevor das Gesetz zur Wiederherstellung des Berufsbeamtentums, aufgrund dessen jüdische Beamte aus dem Dienst entfernt wurden, im April 1933 in Kraft trat, wurde er durch die nationalsozialistische Stadtverwaltung „bis auf weiteres beurlaubt“. Obwohl das Gesetz Ausnahmeregelungen wie das Frontkämpferprivileg für aktive Teilnehmer des Ersten Weltkriegs wie ihn vorsah, blieben seine Bemühungen zur Rückkehr auf seine Stelle erfolglos. Nachdem er am 23. Mai 1934 endgültig entlassen worden war, zog er nach Krailling und eröffnete dort eine Kinderarztpraxis. Nachdem ihm am 30. September 1938 die Approbation entzogen worden war, wurde die Praxis von einem „arischen“ Arzt weitergeführt. Danach durfte er als „Krankenbehandler“ nur noch jüdische Patienten behandeln.
Im November 1938 wurde Aschenheim in Düsseldorf von der Gestapo verhaftet und im Polizeigefängnis inhaftiert. Auf Betreiben seines Schwiegervaters kam er noch im selben Monat frei und kehrte zurück nach Krailling. Dort stand er unter Polizeiaufsicht. Der dort zuständige evangelische Pfarrer Karl Helmes bemühte sich ab Januar 1939 bei Johannes Zwanzger, dem Münchner Vertrauensmann des Büro Grüber um eine Ausreisemöglichkeit für Aschenheim. Doch aufgrund seines Alters und wegen vieler Suchender bei nur wenigen aufnahmebereiten Ländern ließ sich keine Möglichkeit für eine Ausreise finden, weder in England, Mittelamerika oder Chile, noch als Missionsarzt.
Am 3. Mai 1941 beging er Suizid mit Zyankali, vermutlich um den Grausamkeiten der antisemitischen Ausgrenzung und Verfolgung zu entgehen.

## Familie
Erich Aschenheim heiratete 1906 die in Berlin geborene Kunsthistorikerin Emma Bertha Charlotte Ehrmann (1881–1910), mit der er drei Töchter hatte. 1919 heiratete er in zweiter Ehe die 1899 in Düsseldorf geborene Annemarie Appelius, mit der er eine Tochter hatte. Er selbst war spätestens ab 1938 wie die gesamte Familie evangelisch. Die gesamte Familie war in die Kirchengemeinde gut integriert und legte eine „sehr kirchliche Stellung an den Tag“. Seine zweite Frau engagierte sich ehrenamtlich bei der kirchlichen Zeitschrift und bei der Gemeindejugend.

## Erinnerung
- Vor dem Haus Hindenburgstraße 49 in Remscheid wurde am 3. April 2009 ein Stolperstein gesetzt.[6]

## Schriften
- Ein Fall von multiplem Aortenaneurysma auf luischer und atheromatöser Grundlage, 1907. (Dissertation)